# Teleutomyrmex
Teleutomyrmex là một chi côn trùng thuộc họ Formicidae. Chi này có các loài sau:
- Teleutomyrmex kutteri
- Teleutomyrmex schneideri [1]